# Ptilinus basalis
Ptilinus basalis är en skalbaggsart som beskrevs av Leconte 1858. Ptilinus basalis ingår i släktet Ptilinus och familjen trägnagare. Inga underarter finns listade i Catalogue of Life.